# Gotō Keiji

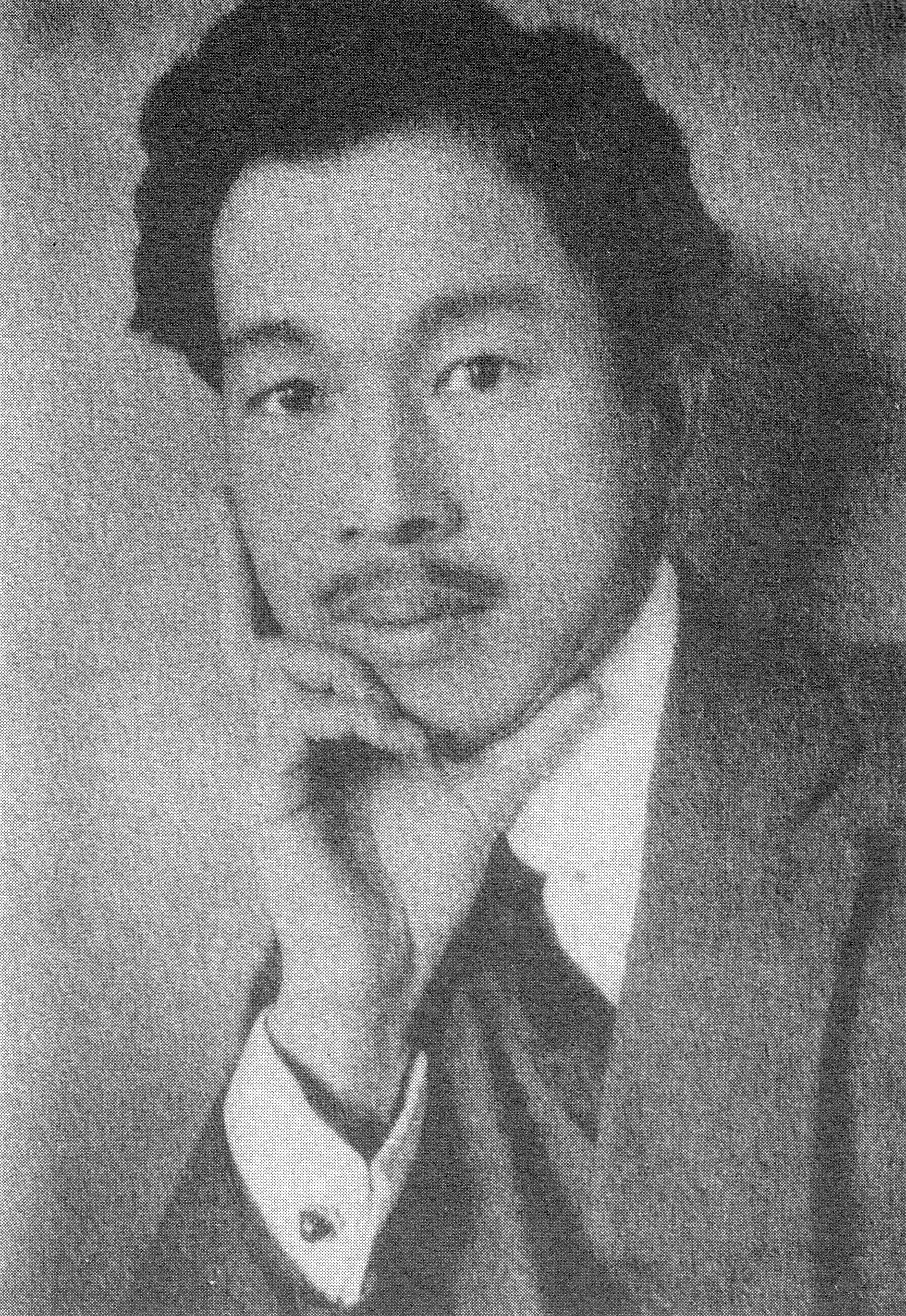
Gotō Keiji

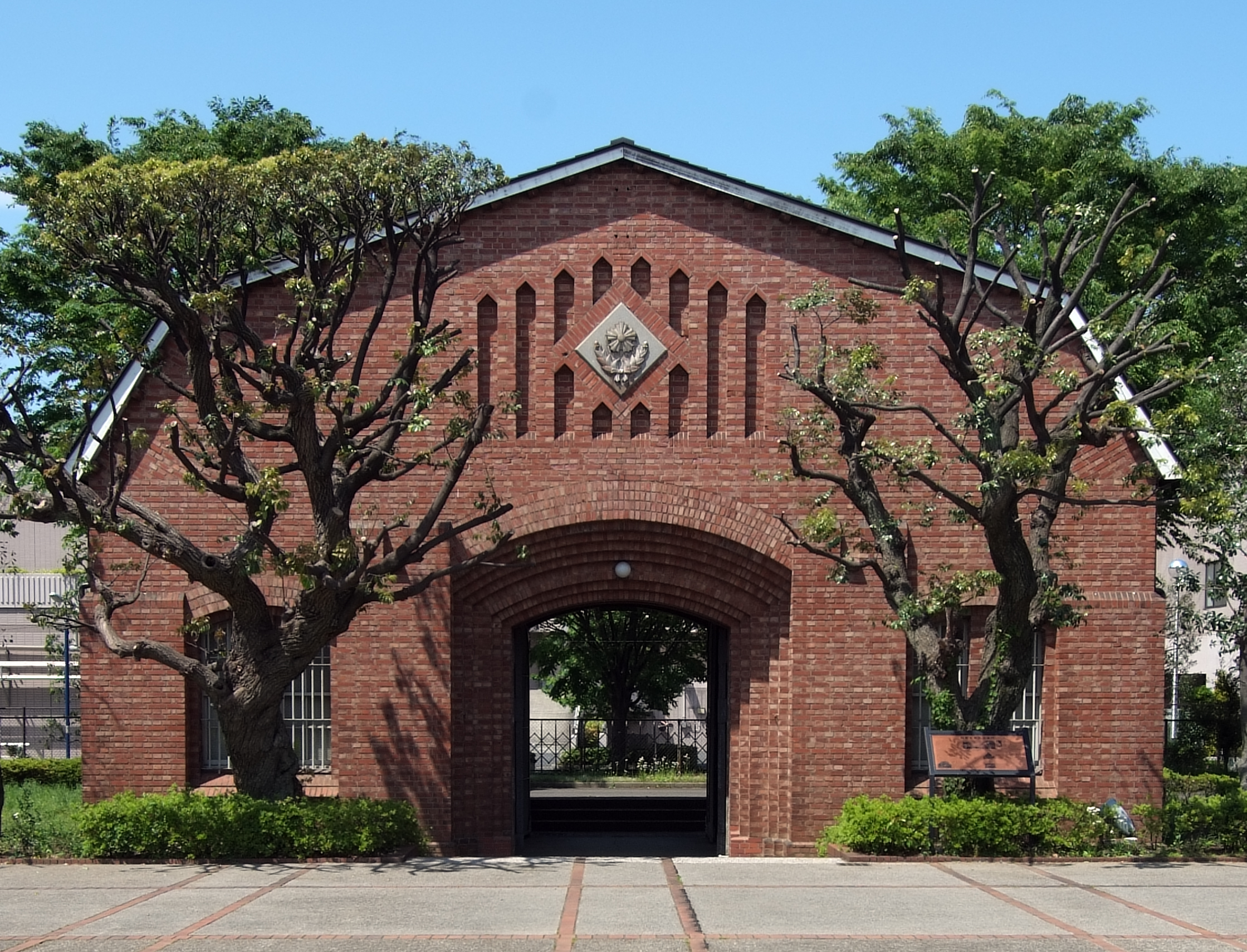
Eingangstor zum alten Toyotama-Gefängnis

Gotō Keiji (japanisch 後藤 慶二; geboren 29. Oktober 1883 in Tokio; gestorben 3. Februar 1919) war ein japanischer Architekt der Taishō-Zeit.

## Leben und Werk
Gotō Keiji machte 1909 seinen Abschluss an der Universität Tokio als Architekt. Anschließend trat er in das Justizministerium ein. Seine wichtigste Arbeit ist der Entwurf für die 1915 erbaute Toyotama-Strafvollzugsanstalt, die zu seinem Hauptvermächtnis wurde, da er bald darauf starb.
Die Architektur der Meiji-Zeit war weitgehend eine eklektische Mischung aus japanischen und westlichen Stilelementen mit einigen neuen Ideen. In dieser Zeit arbeitete Gotō an einer Verbindung von architektonischer Ausdruckskraft und der neuen Stahlbeton-Bauweise und trug so zur Entwicklung der Architektur in Japan bei. Seine Denkweise bezüglich Architektur war stark von der Idee der „Taishō-Demokratie“ beeinflusst, die sich vor allem um das Wohl des Individuums bemühte.
Neben dem erwähnten Gefängnisbau hinterließ Gotō eine kleine Zahl von Wohn- und anderen Gebäuden. Posthum erschien 1925 die „Geschichte der Theaterbauten in Japan“ (日本劇場建築史 Nihon Gekijō Kensetsu-shi).